# Interestatal 37
La Interestatal 37 (abreviada I-37) es una autopista interestatal ubicada en el estado de Texas. La autopista inicia en el sur desde la US 181  en Corpus Christi sigue hacia el norte y finaliza en la I 35  en San Antonio. Tiene una longitud de 230,1 km (143 mi).

## Mantenimiento
Al igual que las carreteras estatales, las carreteras federales, la Interestatal 37 es administrada y mantenida por el Departamento de Transporte de Texas por sus siglas en inglés TxDOT.